# Ruedas de Larmahue
Las ruedas de Larmahue o «azudas» son un sistema de regadío de la localidad chilena de Larmahue, que comenzó a ser usado a inicios del siglo XX.

## Descripción
Esta especie de ruedas hidráulicas  ruedas de Larmahue e su existencia carecían de riego, debido a su altitud. Están  unidas por su eje a dos fuertes pilares. Las ruedas movidas por la corriente dan vueltas elevando y luego arrojando el agua mediante recipientes colocados en todo el perímetro, la mayoría de las cuales tiene un diámetro de cinco y seis metros y algunas tienen hasta ocho metros. El funcionamiento de estas ruedas ocurre entre septiembre y mediados de otoño.

[S]u construcción, atribuida a Celso Zamorano, respondió originalmente a la necesidad de obtener energía eléctrica. La insuficiente fuerza de la corriente del Canal Almahue impidió un buen resultado. De allí que se haya decidido orientar su uso a la agricultura. Se trataba de mitigar los efectos adversos que derivan del ambiente secano, tan propio de los campos de Larmahue.
Las azudas de Larmahue: una singular manifestación del ingenio humano para regar cultivos en tierras de secano, 2011.

## Valor patrimonial
17 de las 40 ruedas existentes fueron nombradas Monumentos Nacionales de Chile por decreto N.º 830 del 10 de agosto de 1998. En 2002 fueron incluidas en el listado del patrimonio mundial en peligro World Monuments Watch por su mal estado. Algunas sufrieron daños con el terremoto de 2010.
Dos de los artesanos que se han dedicado a la construcción, mantenimiento y reparación de las azudas han sido nombrados tesoros humanos vivos por el Estado de Chile: Arturo de Jesús Lucero Zamorano (2014) y José Eduardo Huerta Serrano (2018).